# كريم درويش
كريم درويش هو لاعب إسكواش مصري، ولد في القاهرة يوم 29 أغسطس 1981م.

## الحياة الشخصية
درويش متزوج من لاعبة الإسكواش إنجي خير الله.

## المباراة النهائية لبطولة العالمالمفتوحة
الوصيف
| سجل في المباراة النهائية | الخصم في النهائي | الموقع          | عام  | النتيجة       |
| ------------------------ | ---------------- | --------------- | ---- | ------------- |
| 11-5, 11-4, 11-8, 5-11   | رامي عاشور       | مانشستر انجلترا | 2008 | المركز الثاني |

## المباريات النهائية لبطولة العالم الرائدة
بطولة هونغ كونغ المفتوحة
| سجل في المباراة النهائية | الخصم في النهائي | العام | النتيجة       |
| ------------------------ | ---------------- | ----- | ------------- |
| 11-4 ,11-5 ,11-9         | جيمس ويلستروب    | 2011  | المركز الثاني |

بطولة كلاسيك قطر
| سجل في النهائي      | الخصم في النهائي | العام | النتيجة       |
| ------------------- | ---------------- | ----- | ------------- |
| 11-3 11-5 11-4      | عمرو شبانة       | 2008  | الفائز        |
| 11-6 12-10 11-4     | نيك ماثيو        | 2009  | المركز الثاني |
| 11-6 11-7 11-2 8-11 | عمرو شبانة       | 2010  | الفائز        |

## روابط خارجية
- كريم درويش على موقع SquashInfo.com (الإنجليزية)